# 陈家镇站
陈家镇站，是上海轨道交通22号线二期中的在建站点，位于上海市崇明区陈家镇，是位于崇明岛上的三个地铁车站之一。2024年4月11日，陈家镇站开工建設。

## 车站结构
陈家镇站为地下二层一岛一侧式车站，位于陈家镇沪陕高速公路与规划陈通路东侧、陈南公路北侧地块内，南北向布置。车站共设有4个出入口通道、5个出地面出入口。车站内设有单列位停车线。

### 楼层分布
| 地面层          | 出入口                   | 1-5出入口                  |
| 地下一层        | 站厅                     |                            |
| 地下二层 站台层 |                          | █ 22号线往金吉路（长兴岛） |
| 地下二层 站台层 | 岛式站台，左侧车门会打开 |                            |
| 地下二层 站台层 | 停车线                   |                            |
| 地下二层 站台层 | █ 22号线往裕安（东滩）   |                            |
| 地下二层 站台层 | 侧式站台，右侧车门会打开 |                            |

## 未来规划
根据陈家镇国土空间总体规划，未来将基于陈家镇站进行TOD开发，打造以交通集散、主题游乐、科创商贸、居住配套为主要功能的崇明形象集中展示地，总面积约1.3平方公里。围绕陈家镇站将配套建设陈家镇站综合交通枢纽，配备P+R换乘中心、长途汽车站、公交始末站，远期还规划建设联络局域的有轨电车线网 。